# Kleine Saale

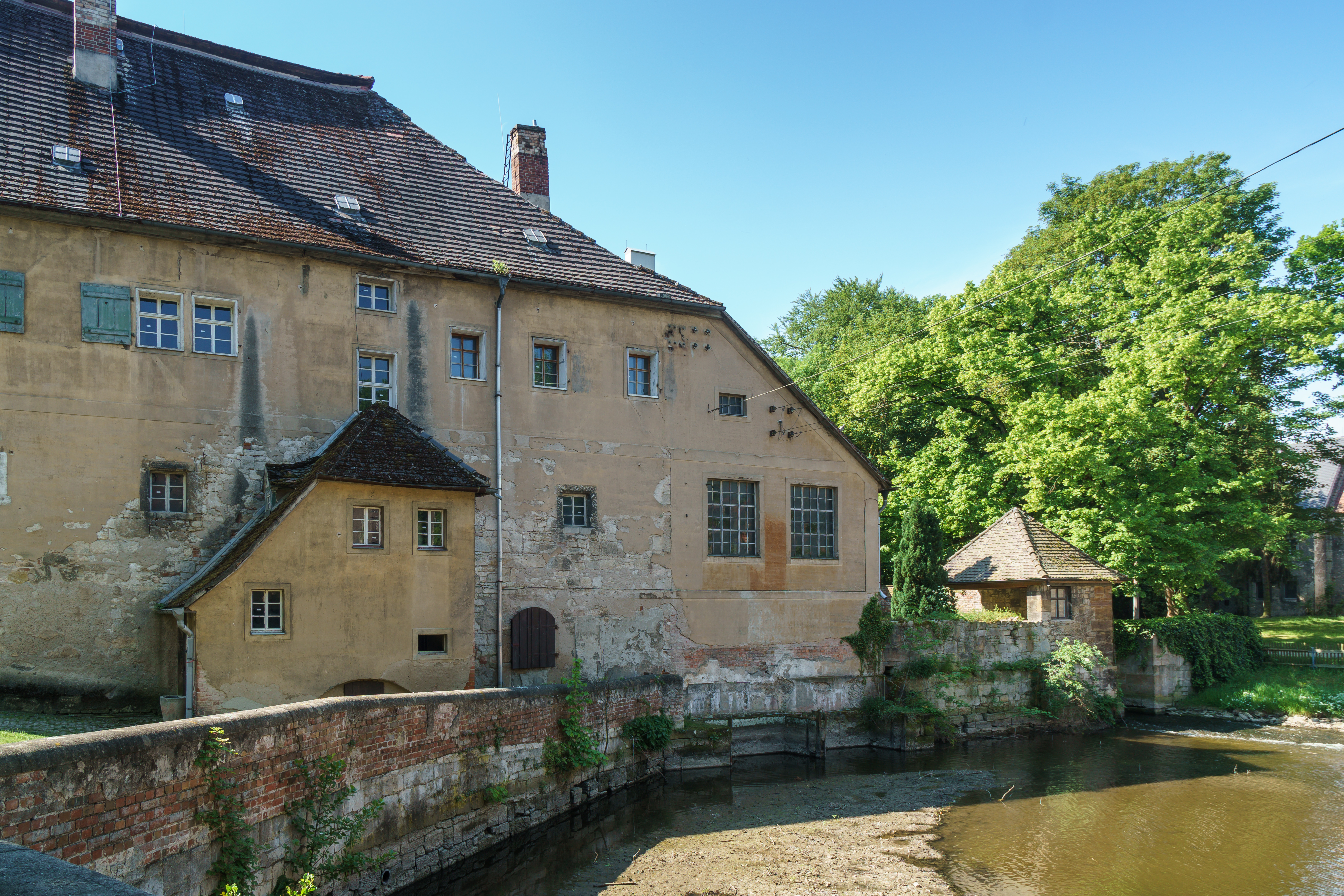
Mühle und Mühlteich in Schulpforte

Die Kleine Saale ist ein der Saale abgezweigter Kanal zur Versorgung der Zisterzienserabtei Pforta bei Naumburg (Saale). Ihre Entstehungsgeschichte ist ungeklärt und wird von Historikern wie Holger Kunde untersucht. Bisherige Betrachtungen von W. Corssen (1868) oder R. Pahncke (1956) schneiden die Geschichte der kleinen Saale in ihrer Literatur lediglich an und widersprechen sich inhaltlich zum Teil.

## Verlauf
Die Kleine Saale wird von der Saale in Bad Kösen nach Norden abgezweigt und verläuft zwischen der Bahnstrecke Großheringen–Saalfeld und der Bundesstraße 87 bis nach Schulpforte. Nachdem sie das Gelände des Zisterzienserklosters durchquert und den Mühlteich durchflossen hat verläuft sie weiter, jetzt südlich der B87, nach Almrich. Dort unterquert sie erneut B87 und Bahnstrecke Großheringen–Saalfeld nach Norden und mündet wieder in die Saale.

## Geschichte
Die Entstehung der kleinen Saale ist in der bestehenden Literatur sehr unvollständig aufgeführt. Im Folgenden dargestellt sei daher die Darstellung von W. Corssen der Darstellung von R. Pahncke gegenübergestellt. Wenngleich sich herausstellen soll, dass W. Corssen gravierende Fehler in seiner historischen Arbeit geleistet hat, gilt es dennoch festzuhalten, dass diese Fehler keineswegs aufgrund mangelnder wissenschaftlicher Befähigung zustande kamen, sondern vielmehr aufgrund der im 19. Jahrhundert noch wesentlich dünneren Verfügbarkeit von verlässlichen und korrekten Quellen.

### Nach Corssen
Corssen schreibt in seiner historischen Abhandlung „Alterthuemer und Kunstdenkmale des Cisterzienserklosters St. Marien und der Landesschule zur Pforte“ zur kleinen Saale:

„Die erste Kultur drang, so viel wir wissen, in diese abgelegene Waldecke, als im Jahre 1103 die Benedictiner Mönche von St. Georg zu Naumburg mit Erlaubnis des Bischofs Walram von Naumburg aus der Saale dicht über dem Kösener Wehr einen Mühlgraben […] ableiteten, denselben nördlich um den Höhenzug der Windlücke herumführten und von da am Wolfsgeschlinge entlang bis unterhalb Almrich, wo er wieder in die Saale mündete, um an dieser Stelle eine Mühle anzulegen.“

Corssen stützt sich mit seiner Behauptung auf die Urkunde Nr. 38 aus Lepsius, Geschichte des Bischofs S. 235, in welcher es heißt:

„Ad eorundem fratrum subsidium per terras ecclesie nostre aquaeductum fieri concessimus, ut in eo videlicet molendinum statuant.“

„Den Brüdern unserer Kirche wird Land gewährt, sodass sie mittels eines Kanals Mühlen betreiben können werden.“

Die Übersetzung von „aquaeductum fieri“ lässt laut Corssen nur die Deutung zu, dass es sich hierbei um einen künstlich angelegten Kanal handeln muss. Mangels Belege für die Existenz anderer Kanäle schlussfolgert Corssen, dass es sich hierbei nur um die kleine Saale handeln kann. Pahncke entgegnet zu dieser Haltung jedoch im Jahr 1995:

„Wendet jemand ein, aus der Kenntnis der Spezialliteratur, dass die kleine Saale ein Werk der Mönche von St. Georgen in Naumburg sei, so sei dem entgegnet, dass diese wiederholte Behauptung heute als endgültig unrichtig nachgewiesen ist. Es müsse ja dann auch nachgewiesen werden, dass die Mönche von St. Georgen das Kösener Wehr erbaut hätten, lange vor dem Erscheinen der grauen Brüder im Saaletal. Wir wissen inzwischen, dass das Domstift Naumburg und das Kloster St. Marien in Almrich gemeinsam ein nun verschwundenes besessen haben und dass von diesem Wehr aus der Mühlgraben von St. Georgen abzweigte.“

Seither gibt es keinen bekannten Beweis dafür, dass die Mönche aus St. Georgen einen Kanal errichtet haben, der das Ausmaß der Kleinen Saale, geschweige denn dessen exakte Position, tangieren würde. Es wäre, wie Pahncke korrekt erklärt, auch eine technische Unmöglichkeit, einen Kanal dieser Größe zu führen, ohne dabei eine Anstauung, also ein Wehr, bei Kösen zu errichten. Wie Pahncke in seinen Ausführungen beschreibt, wurde dieses Wehr jedoch erst 1180 genehmigt. Die historische Darstellung von Corssen an dieser Stelle sei damit als zweifelhaft indiziert.

### Nach Pahncke
Pahncke bemüht sich bei seiner historischen Arbeit sehr darum, nicht nur den aktuellen Kenntnisstand der Forschung darzustellen, sondern dabei auch im Besonderen auf bereits vorhandene Literatur einzugehen und dabei verschiedene Missverständnisse aufzuklären. Ihm verdanken wir die korrekte Einordnung der historischen Betrachtung von Corssen. Jedoch verfängt er sich in seiner historischen Darstellung betreffs der kleinen Saale in teilweise widersprüchliche Aussagen, die hier aufgezeigt werden sollen.

„Im Jahre 1180 kommt ein Vertrag zwischen dem Kloster und einem Ritter Kunemund von Vargula unter der Schirmherrschaft des Landgrafen Ludwig III von Thüringen zustande. [...] Wollen die Mönche die Saale anstauen, so müssen sie sich mit dem gegenüberliegendem Grundbesitzer, dessen Ländereien in der Talaue liegen, verständige. Das geschieht durch den genannten Vertrag.“

Dieser Vertrag soll jedoch nicht als Grundlage für die Annahme dienen, dass der Bau der kleinen Saale erst mit Abschluss des Vertrages beginnen konnte. In dem Vertrag von 1180 heißt es:

„Über die Befestigung ihres Mühlenwehres von dem Ufer aus, das in ihrem Besitz ist, bis zu dem gegenüberliegenden Ufer, das an seine Ländereien stößt.“

Folglich war das Wehr im Jahre 1180 bereits vorhanden und war zudem zweckdienlich zum Betreiben einer Mühle. Da es heute keine Urkunden gibt, die den Bau des Wehres bei Kösen durch die Zisterzienser bestätigt, trifft Pahncke einen Versuch der Annäherung. Hierzu stellt er fest, dass der Abt Adelodus, der „von Herrn Kunemundo die Macht und Gewalt erkauft [hat], dass er mögen ein Wehr bauen“ von 1168 bis 1186 amtiert hat, also im Zeitraum von 1168 bis 1180 das Wehr entstanden sein muss. Gestützt wird diese Annäherung durch die erste urkundliche Erwähnung des Wehres aus dem Jahr 1172. In dieser Urkunde wird von der „firmare“ des Wehres gesprochen. Dieses Vokabel gibt laut Pahncke Aufschluss darauf, dass es sich hierbei um einen letzten Arbeitsschritt gehandelt haben muss:

„[…] dann heißt firmare hier soviel wie Befestigung des im Bau befindlichen Wehres mit einer soliden, massiven, Steinpackung; das wäre also, zeitlich gesehen, nichts weiter als der letzte Bauabschnitt, und die Übersetzung mit ‚ausbessern‘ oder ‚überhöhen‘ wäre genauso abzulehnen wie die mit ‚erbauen‘ versuchte.“

Diese historische Darstellung scheint aus heutiger Sicht nach wie vor sinnvoll zu sein und ist der Grundstein heutiger Herangehensweisen. Einzig verwirrend scheint in diesem Zusammenhang, dass Pahncke nur wenige Seiten später die Behauptung auflegt:

„Die kleine Saale entstand bald nach 1138.“

Die Aussage könnte damit zu entschuldigen sein, dass es sich hierbei um einen fatalen Tippfehler handelt, denn der zuvor gesetzte Konsens geht von einer Errichtung der kleinen Saale um 1168 aus. Denkbar wäre, dass Pahncke hier ein Tippfehler unterlaufen ist, da nicht weiter auf diese neue Datierung eingegangen wird. Möglich ist aber auch, dass er den Bau des Flussbetts der kleinen Saale auf 1138 datiert, und der Bau des Deiches erst 1168 begann. Da es hierfür allerdings keine stichhaltigen Belege gibt, kommt der Jahreszahl 1138 keine größere Bedeutung zu.

### Nach Kunde
Im Jahr 2003 veröffentlicht Holger Kunde eine historische Abhandlung über die Urkundenfälschungen des Zisterzienserklosters Pforta. Aus ihm geht hervor, dass ein Großteil der Urkunden, im Besonderen betreffs der Gründung der Zisterzienserabtei Pforta, Fälschungen sind. Kunde ist allerdings der Auffassung, dass der 1180 entstandene Vertrag mit Valgura keine Fälschung ist und deshalb als Quelle seiner Arbeit dienen kann. Allerdings stellt Kunde eine Fälschung des Vertrages vom 5. Mai 1172 fest, welchen Pancke verwendet um den Bau der kleinen Saale zu datieren:

„Die auf den 5. Mai 1172 datierte Urkunde ist also aus paläographischer Sicht und durch die Verwendung eines anachronistischen Siegels eindeutig als Fälschung der Mitte bzw. der zweiten Hälfte des 13. Jahrhunderts überführt.“

Kunde geht deshalb in seiner Betrachtung davon aus, dass die Pfortenser Mönche nicht wie Pahncke behauptet im Jahr 1180 bereits einen Deich errichtet haben, sondern mit dem Vertrag von Vargula erst die Voraussetzungen für ein solches bautechnisches Großprojekt geschaffen haben. Mit Ausnahme der Datierung stimmt Kunde jedoch Pahncke zu, was die Errichtung der kleinen Saale angeht. Demnach lässt sich feststellen, dass die kleine Saale ein Werk der Zisterzienser sei und ab dem Jahr 1180 errichtet worden sei. Hierzu sei abschließend noch ein Aufsatz von Selmar Lüttich aus dem Jahr 1895 erwähnt, der die Positionen von 3 Pfortenser Mühlen entlang der kleinen Saale ausfindig machen kann und ebenfalls den Zuspruch durch Kunde erhält.

## Verwendung
Bei der Wahl eines Siedlungsgebietes zwecks Errichtung eines Klosters spielte die Abgeschiedenheit für die Zisterzienser des Mittelalters eine sehr große Rolle.

„Die Klosterbauten wurden häufig in Tälern, abgelegen von Siedlungen, aber auch belebten Verkehrswegen errichtet. Dabei ging man an Bach- oder Flussläufen meist soweit wie möglich aufwärts, um Wasser und ein ebenes Gelände für die Klosteranlage und deren Wirtschaftsbetrieb zu besitzen.“

Diese von Eberl angegebene Tendenz lässt sich auch im Kloster Pforta nachvollziehen, wobei hier auffällig ist, dass das Kloster selbst nicht unmittelbar am Flusslauf der Saale angesiedelt ist. Die Kirche selbst befindet sich einen halben Kilometer von der Saale entfernt. Ursache hierfür ist, dass das Saaletal bei Pforta großflächig von Sümpfen bedeckt und regelmäßig Überflutungen der Saale ausgesetzt war. Die Pfortenser Mönche kultivierten das Land erst im Laufe der Zeit. Der Saaledamm lässt sich auf das Jahr 1302 datieren. Es ist davon auszugehen, dass die fischreiche Saale den Zisterziensern als Nahrungsquelle diente. Allerdings ist unklar, ob das Fischhaus, welches Unlängst des Klosters aufzufinden ist, von den Mönchen errichtet wurde, oder bereits als sorbische Fischerei und Fährstelle vorhanden war. Urkundlich eindeutig belegt ist es erstmals im Jahr 1270. Es ist allerdings nicht unwahrscheinlich, dass es bereits seit 1138 von den Zisterziensern betrieben wird.
Um das bebaubare Land ca. 0,5 km südlich der Saale mit Wasser zu Versorgen und einen direkten Zu- und Abfluss zu ermöglichen, war ein Kanalbau die praktikabelste Lösung. Allerdings war der Hauptzweck der kleinen Saale, wie sich beispielsweise aus dem Vertrag von Vargula lesen lässt, die Errichtung von Mühlen entlang der kleinen Saale. Laut Pahncke (1995) gab es im Saaletal nicht weniger als acht Mühlen, die von den Zisterziensern betrieben wurden. Mindestens vier Mühlen muss es entlang der kleinen Saale gegeben haben: eine in unmittelbarer Nähe zum Wehr bei Kösen, welche noch heute erhalten bzw. restauriert ist; eine in Pforta, ebenfalls erhalten und anzuschauen beim Mühlteich; eine vor Almrich, inzwischen zerstört aber urkundlich eindeutig nachweisbar, und eine unmittelbar vor der Mündung der kleinen Saale in die Saale. Es ist durchaus wahrscheinlich, dass es noch weitere Mühlen – langfristig oder zwischenzeitig – gegeben hat, die heute nicht mehr nachzuvollziehen sind.
Die Kleine Saale ist deshalb durchaus nicht nur als Zu- und Abfluss von Wasser zu betrachten, sondern als ein wichtiger Energielieferant zur Verarbeitung von Getreide. Allgemein ist es auch unwahrscheinlich, dass die kleine Saale überhaupt Trinkwasser lieferte. Aus dem Schularchiv geht ein 1899 verfasster Bericht des Rektors Christian Muff hervor, in welchem wiederum ein Aufsatz des Oberlehrer Flemming (gemeint ist wahrscheinlich Hans Carl Ehrenreich Flemming) zitiert wird. Dieser Oberlehrer Flemming erwähnt in seinem Aufsatz, dass bei der Gründung der Schule im ehemaligen Zisterzienserkloster zwar keine Rohrleitungen oder modernisierte Quellen aufgefunden wurden, jedoch zwei verschiedene Brunnen, die vermutlich der Trinkwasserversorgung dienten.